# Club Deportivo Cultural Huracán
Cultural Huracán es un club de fútbol peruano con sede en Huanta, departamento de Ayacucho. Fue fundado en 1944 y participa en la Copa Perú.

## Historia
El club fue fundado el 4 de septiembre de 1944 en la ciudad de Huanta, de la provincia homónima, departamento de Ayacucho.
En 2009 participó en la Etapa Departamental de Ayacucho como representante de Huanta. Fue eliminado por Salud Centro de Cangallo que clasificó a la liguilla final. Al año siguiente llegó hasta la Etapa Provincial donde fue eliminado por Municipal de Iguaín y Sport Contreras de Huamanguilla que clasificaron a la Etapa Departamental.
En 2011 llegó hasta la tercera fase de la Etapa Departamental siendo eliminado por Sport Huracán de Jesús Nazareno mientras que en 2013 clasificó al cuadrangular final de la Etapa Provincial donde enfrentó a Municipal de Santillana, Municipal de Iguaín y Sport Huanta terminando en último lugar.
En la Copa Perú 2022 logró los títulos distrital y provincial para posteriormente clasificar a la Etapa Nacional como campeón departamental de Ayacucho venciendo en la final a Sport Cáceres. Fue eliminado en la primera fase al terminar en el puesto 48 de la tabla general con 1 punto.
En 2024 llegó hasta los cuartos de final de la Etapa Departamental donde fue eliminado por Señor de Quinuapata en definición por penales luego de empatar 1-1 tanto en la ida como en la vuelta. Al año siguiente fue eliminado nuevamente por el mismo rival en la segunda fase de la Etapa Departamental.

## Uniforme
- Uniforme titular: Camiseta roja y blanca, pantalón rojo, medias blancas.
- Uniforme alternativo: Camiseta blanca, pantalón blanco, medias blancas.

## Estadio
El Estadio Municipal Manuel Eloy Molina Robles, llamado anteriormente Estadio Municipal de Huanta, está ubicado en la ciudad, distrito y provincia de Huanta, departamento de Ayacucho. Este recinto deportivo tiene una capacidad de aforo de 7 mil 500 espectadores y posee tres tribunas (occidente, oriente y norte).

## Palmarés

### Torneos regionales
- Liga Departamental de Ayacucho: 2022.
- Liga Provincial de Huanta: 2011, 2022, 2025.
- Liga Distrital de Huanta: 2022.
- Subcampeón de la Liga Provincial de Huanta: 2024.
- Subcampeón de la Liga Distrital de Huanta: 2010, 2024, 2025.